# Turksib
Turksib (russisk: Турксиб) er en sovjetisk film fra 1929 af Viktor Turin.